# Anna Jeeves
Anna Jeeves (ur. w 1954) – islandzka lekkoatletka, biegaczka długodystansowa.
Medalistka mistrzostw kraju na różnych dystansach (w tym trzykrotna mistrzyni Islandii w maratonie).
Zwyciężczyni maratonu w Reykjavíku (1992).